# 布濟奧魯鄉
45°23′N 26°29′E / 45.383°N 26.483°E
布濟奧魯鄉（羅馬尼亞語：Comuna Bozioru, Buzău），是羅馬尼亞的鄉份，位於該國東南部，由布澤烏縣負責管轄，面積3,679平方公里，海拔高度443米，2007年人口1,250，人口密度每平方公里0.3人。